# Narcissus cantabricus
Narcissus cantabricus és una espècie del gènere Narcissus de la família de les Amaril·lidàcies, classificada a la secció Bulbocodium. El gènere Narcissus és originari de la Mediterrània occidental, principalment de la península Ibèrica, on actualment és possible trobar més d'una trentena d'espècies, la meitat d'elles molt escasses. Hi ha una gran quantitat d'endemismes ibèrics com Narcissus tortifolius Fern. Casas. Es tracta d'un gènere amb gran variabilitat geogràfica, la qual cosa dificulta la identificació especialment amb les diferents subespècies de N. pseudonarcissus, i el grup Jonquillae (N. jonquilla, N. assoanus, N. gaditanus, N. baeticus). Això explicaria que a vegades hi hagi alguna confusió amb la nomenclatura segons la font consultada.

## Generalitats
El gènere Narcissus L. es caracteritza per ser un grup bastant dens i heterogeni pel que fa a la seva taxonomia i diversitat degut a l'interés que l'home ha tingut pel seu gran valor ornamental. Des d'antic s'ha tingut la visió romàntica del seu nom Narcís, jove de gran bellesa que rebutjava tota proposta amorosa i va ser castigat pels Déus enamorant-se de la seva pròpia imatge reflectida a l'aigua d'un estany dins el qual va caure i del que va créixer una bonica flor que duu el seu nom.

## Descripció
Narcissus cantabricus es troba dins de la Secció botànica Bulbocodii junt amb altres espècies com N. blancoi, N. bulbocodium, N. hedraeanthus, N. obesus, N. romieuxii, etc. Els membres d'aquesta secció tenen fulles de secció semicircular, la corona és obcònica, és a dir, la forma és cónica pero la base es troba en la part superior.
Els narcissos són plantes herbàcies bulboses; en aquesta espècie el bulb presenta túniques externes ennegrides. Les fulles linears, de marge llis i de secció semicircular cobertes a la base per beines que venen del bulb per prolongació de les túniques externes. Les flors són solitàries de color blanc amb un pedicel que les uneix a la inflorescència. La seva floració és del febrer a l'abril.

## Distribució
Crèixen en prats, roquissars i zones obertes de boscos caducifolis entre altres zones com pinedes i fagedes. Es poden trobar en altituds des de (50)500m a 1000m per sobre del nivell del mar. La seva distribució atèny des de la península Ibèrica fins al N. d'Àfrica com Marroc i Algèria. També als Sistemes Ibèric i Central, Montes de Toledo, Sierra Morena i serres bètiques.

## Observacions
A la natura es pot distingir d'altres espècies afins com N. bulbocodium i N. hedraeanthus, ja que presenta flors blanques a diferència d'aquestes dues últimes que tenen flors grogues. Aquest caràcter es perd en assecar-se, ja que un cop premsades es tornen groguenques.
N. cantabricus es pot distingir de N. bulbocodium perquè el pedicel floral és més curt, les fulles més estretes i el bulb és d'un color negre a diferència de bulbocodium que és més aviat marró.